# Baylisascaris
Baylisascaris is een geslacht van parasitaire rondwormen, die meer dan vijftig diersoorten kan infecteren. De eieren van Baylisascaris-soorten worden met de faeces uitgescheiden en komen na een maand uit. Een vrouwtje kan tot 800.000 eieren per dag produceren. Ze kunnen jarenlang in leven blijven en kunnen zowel tegen hitte als koude. De infectie kan plaatsvinden door het naar binnen krijgen van de eieren of door het eten van besmet vlees.
De volwassen rondwormen zijn beige tot lichbruin. In wasberen wordt het vrouwtje tot 22 cm lang en het mannetje tot 11 cm. De bruine eitjes zijn ellipsvormig.

## Levenscyclus vanBaylisascaris procyonis

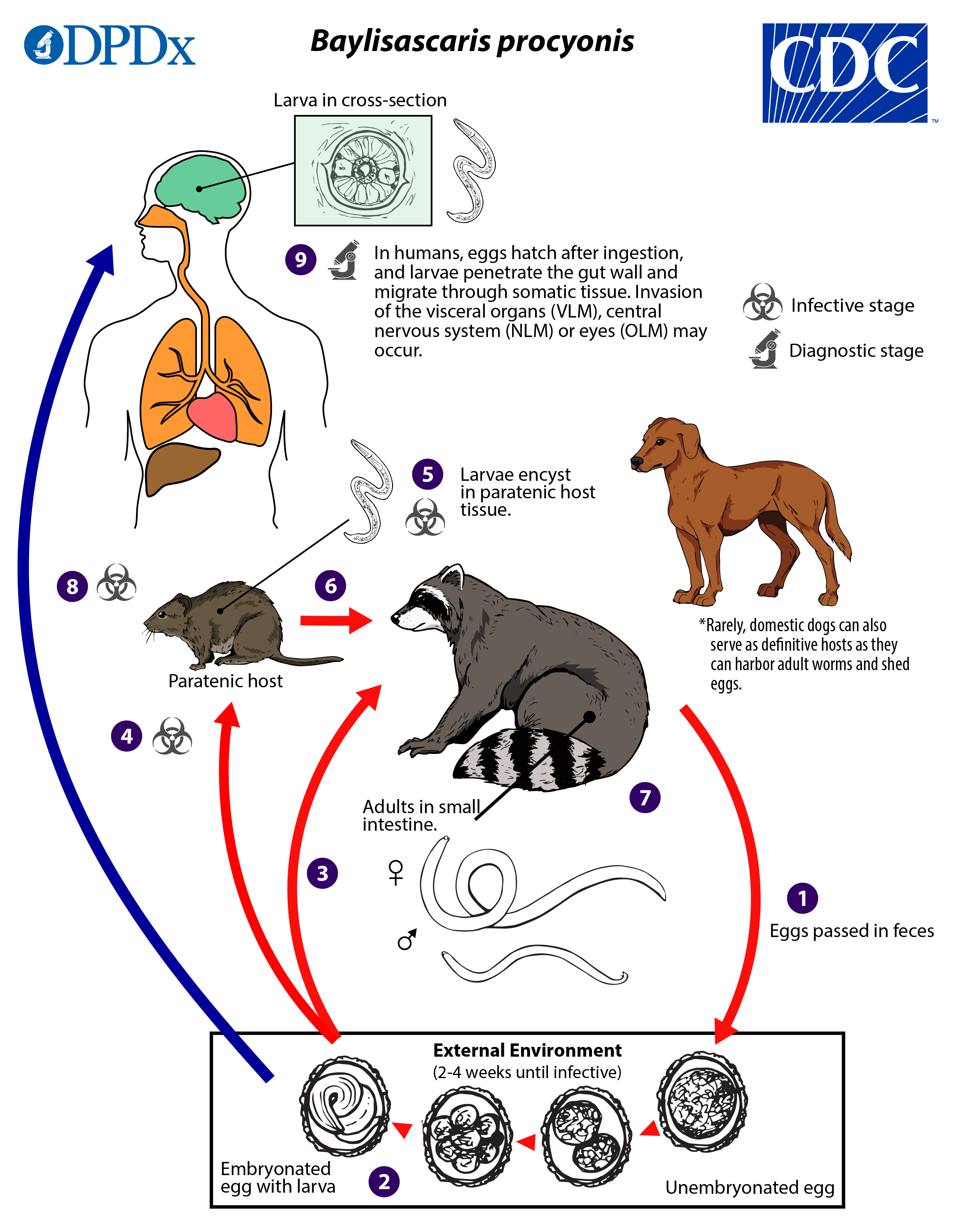
Levenscyclus van Baylisascaris procyonis

Baylisascaris procyonis voltooit de levenscyclus in wasberen, waarbij ook mensen toevallig geïnfecteerd kunnen worden (honden dienen als alternatieve definitieve gastheren, omdat ze volwassen wormen en eieren kunnen uitscheiden met hun uitwerpselen). In de met de faeces uitgescheiden eieren 1 ontwikkelen zich na 2-4 weken de infectieuze L1-larven.2 Wasberen kunnen worden geïnfecteerd door de eieren met L1-larven op te eten.3 Veel zoogdieren en vogels kunnen fungeren als paratenische gastheren 4: eieren die door deze gastheren worden opgegeten komen uit en de L1-larven dringen de darmwand binnen en migreren naar verschillende weefsels, waar zij cysten vormen.5 De levenscyclus is voltooid wanneer de wasberen deze gastheren opeten.6 De L1-larven ontwikkelen zich tot volwassen wormen in de dunne darm van de wasbeer 7 en de eieren worden doorgegeven via uitwerpselen van de wasbeer.
Mensen worden per ongeluk geïnfecteerd wanneer ze de eieren met de L1-larven naar binnen krijgen.8 Migratie van de larven door een breed scala aan weefsels (lever, hart, longen, hersenen, ogen) resulteert in viscerale (VLM) en oculaire larve migrans (OLM), maar ernstige neurologische aandoeningen met eosinofiele parasitaire meningitis kunnen optreden na neurale larve migrans ( NLM).9 Baylisascaris procyonis-larven worden in de menselijke gastheren ongeveer 1,8 mm lang, maar ze zijn niet in staat naar de darm te migreren en zich tot volwassen rondwormen te ontwikkelen. Weefselschade en de tekenen en symptomen van baylisascariasis zijn vaak ernstig vanwege de grotere omvang van Baylisascaris procyonis-larven en hun meer invasieve verloop van de migratie.